# Режи
Режи је српски филм из 2019. године, редитеља Косте Ђорђевића. Премијерно је приказан 27. фебруара 2019. године у оквиру програма 47. Међународног филмског фестивала-ФЕСТ.

## Радња
Филм прати један необичан дан у животу тинејџерке Аје, њене другарице и другара из краја, који тумарајући кроз врелину августовског дана, на усијаном београдском асфалту траже начине да се забаве, осете живим, другачијим и бољим. Ајина потреба и потрага за љубављу, од нечег што је изгледало као весела авантура, прераста у драму која ће обележити њихове младе животе.

## Улоге
| Глумац              | Улога          |
| ------------------- | -------------- |
| Кристина Јовановић  | Аја            |
| Ђурђина Радић       | Маја           |
| Младен Совиљ        | Игор           |
| Марко Јанкетић      | Ивке           |
| Милан Чучиловић     | Владимир       |
| Никола Петровић     | Јован          |
| Александар Ранковић | Андреја        |
| Петар Кокиновић     | Клинац         |
| Радослав Миленковић | Декица         |
| Никола Вујовић      | Човек из улаза |
| Предраг Васић       | Хулиган        |